# Bablit
Bablit (arab. بابليت) – wieś w Syrii, w muhafazie Aleppo, w dystrykcie Afrin. W 2004 roku liczyła 164 mieszkańców.